# Gran Premio di Spagna 1951
Il Gran Premio di Spagna 1951 è stata l'ottava e ultima prova della stagione 1951 del campionato mondiale di Formula 1. La gara si è tenuta domenica 28 ottobre sul circuito di Pedralbes ed è stata vinta dall'argentino Juan Manuel Fangio su Alfa Romeo, al sesto successo in carriera; Fangio ha preceduto all'arrivo il connazionale José Froilán González su Ferrari e uno dei suoi compagni di squadra, l'italiano Nino Farina.
Grazie a questi risultati Fangio si è aggiudicato il primo mondiale piloti in carriera.
Questo Gran Premio segna l'ultima gara in Formula 1 per il costruttore francese Talbot-Lago.

## Vigilia

### Sviluppi futuri
L'IRI, proprietaria dell'Alfa Romeo, a causa della crescente concorrenza della Scuderia Ferrari, decide di ritirare il settore sportivo della casa del Biscione dalla Formula 1 e di concentrare gli sforzi sulla produzione delle vetture stradali in larga serie.

### Analisi per il campionato
Alberto Ascari e José Froilán González, con il primo e il secondo posto ottenuti al Gran Premio d'Italia, si sono portati rispettivamente a -2 e a -6 punti dall'avversario Juan Manuel Fangio, il quale si era ritirato dalla gara a Monza e non aveva conquistato punti.
Fangio finisce davanti ad Ascari nel mondiale piloti se:
- Fangio finisce davanti ad Ascari;
- Ascari arriva al massimo terzo.

Fangio finisce davanti a González nel mondiale piloti se:
- González non vince ottenendo il giro più veloce;
- Fangio segna almeno un punto con González che vince ottenendo il giri più veloce.

Per vincere il mondiale piloti Ascari deve:
- vincere
- arrivare secondo con Fangio che arriva al massimo terzo.

Per vincere il mondiale piloti González deve:
- vincere ottenendo il giro più veloce con Ascari che arriva al massimo terzo e con Fangio che non segna punti.

### Aspetti tecnici
Il circuito utilizzato per questo nuovo Gran Premio è quello di Pedralbes, un tracciato cittadino allestito nell'omonimo quartiere della città di Barcellona. Lungo 6 316 m, possiede 6 curve, 4 a destra e 2 a sinistra, ed è da percorrere in senso orario. Il circuito di Pedralbes fu realizzato per ospitare nel 1946 l'ottavo Gran Premio del Penya Rhin e inizialmente aveva una lunghezza di circa quattro chilometri e mezzo. Esso è stato poi utilizzato nella configurazione attuale per la prima volta per il Gran Premio del Penya Rhin 1950, una gara extra campionato di Formula 1 vinta da Alberto Ascari su Ferrari. Il pilota milanese detiene il primato della pista, con una percorrenza media di 156,8 km/h.

### Aspetti sportivi
Il Gran Premio rappresenta l'ottavo e ultimo appuntamento stagionale a distanza di sei settimane dalla disputa del Gran Premio d'Italia, sesta gara del campionato. È l'unica corsa del 1951 a tenersi su un circuito cittadino e la seconda in totale dopo il Gran Premio di Monaco e inoltre, assieme al Gran Premio di Germania, la cui prima edizione si è disputata a luglio, uno dei due eventi debuttanti in questa stagione. Il Gran Premio di Spagna è la nona denominazione utilizzata nel campionato mondiale, mentre il circuito di Pedralbes è il nono a ospitare un Gran Premio di Formula 1. La tappa spagnola si corre dopo il Goodwood Trophy, una gara extra calendario tenuta sabato 29 settembre sul circuito di Goodwood, in Inghilterra.
Alla gara la Scuderia Ferrari iscrive quattro 375 guidate da Alberto Ascari, Luigi Villoresi, José Froilán González e Piero Taruffi, mentre l'Alfa Romeo, l'altra contendente al mondiale piloti, altrettante 159 guidate da Nino Farina, Juan Manuel Fangio, Felice Bonetto e Toulo de Graffenried. Tra le squadre ufficiali era presente anche l'Equipe Gordini, con tre Simca-Gordini T15 guidate dai francesi Maurice Trintignant, Robert Manzon e André Simon.
Tra le scuderie privare erano presenti la Écurie Rosier, con Louis Rosier e Louis Chiron rispettivamente alla guida di una Talbot-Lago T26C-DA e di una Talbot-Lago T26C, la Écurie Belge, con Johnny Claes alla guida di una  T26C-DA, e la Scuderia Milano, con due Maserati 4CLT-48 guidate dagli spagnoli Paco Godia e Juan Jover.
Tra i piloti privati hanno partecipato i piloti privati Prince Bira su 4CLT-48, Yves Giraud-Cabantous su T26C e Philippe Étancelin e Georges Grignard su T26C-DA. Per quest'ultimo si tratta dell'unica gara disputata in Formula 1.
Al Gran Premio erano iscritti anche Peter Whitehead su Ferrari e Reg Parnell su BRM, tuttavia non arrivarono alla gara.

## Qualifiche

### Resoconto
Alberto Ascari guadagna la pole position, la seconda in carriera, con un tempo di 2'10"59 e si piazza davanti a Juan Manuel Fangio, José Froilán González e Nino Farina, tutti in prima fila. Dietro di loro compaiono Luigi Villoresi, Toulo de Graffenried e Piero Taruffi.

### Risultati
Nella sessione di qualifica si è avuta questa situazione:
| Pos | Nº | Pilota                | Costruttore        | Tempo   | Griglia |
| --- | -- | --------------------- | ------------------ | ------- | ------- |
| 1   | 2  | Alberto Ascari        | Ferrari            | 2'10"59 | 1       |
| 2   | 22 | Juan Manuel Fangio    | Alfa Romeo         | 2'12"27 | 2       |
| 3   | 6  | José Froilán González | Ferrari            | 2'14"01 | 3       |
| 4   | 20 | Nino Farina           | Alfa Romeo         | 2'14"94 | 4       |
| 5   | 4  | Luigi Villoresi       | Ferrari            | 2'16"38 | 5       |
| 6   | 26 | Toulo de Graffenried  | Alfa Romeo         | 2'16"40 | 6       |
| 7   | 8  | Piero Taruffi         | Ferrari            | 2'16"80 | 7       |
| 8   | 24 | Felice Bonetto        | Alfa Romeo         | 2'21"80 | 8       |
| 9   | 14 | Robert Manzon         | Simca-Gordini      | 2'23"81 | 9       |
| 10  | 16 | André Simon           | Simca-Gordini      | 2'24"60 | 10      |
| 11  | 12 | Maurice Trintignant   | Simca-Gordini      | 2'25"25 | 11      |
| 12  | 30 | Louis Chiron          | Talbot-Lago-Talbot | 2'30"32 | 12      |
| 13  | 34 | Philippe Étancelin    | Talbot-Lago-Talbot | 2'31"00 | 13      |
| 14  | 32 | Yves Giraud-Cabantous | Talbot-Lago-Talbot | 2'32"18 | 14      |
| 15  | 36 | Johnny Claes          | Talbot-Lago-Talbot | 2'34"46 | 15      |
| 16  | 38 | Georges Grignard      | Talbot-Lago-Talbot | 2'36"58 | 16      |
| 17  | 44 | Paco Godia            | Maserati           | 2'37"45 | 17      |
| 18  | 46 | Juan Jover            | Maserati           | 2'41"99 | 18      |
| 19  | 18 | Prince Bira           | Maserati-OSCA      | 2'45"99 | 19      |
| 20  | 28 | Louis Rosier          | Talbot-Lago-Talbot | 2'46"78 | 20      |

## Gara

### Resoconto
Alberto Ascari alla partenza comanda davanti a José Froilán González, ma alla fine del primo giro l'argentino è già quinto superato da Nino Farina, Juan Manuel Fangio e Felice Bonetto. Fangio facilmente passa Farina e passa Ascari al quarto giro. Il vantaggio aumenta giro per giro, la Ferrari paga la scelta di aver messo gomme meno larghe rispetto ai precedenti Gran Premi.
Fangio vince la corsa e si aggiudica il mondiale, con González che arriva secondo, Farina terzo e Ascari soltanto quarto.
Per l'Alfa Romeo è la decima e ultima vittoria in Formula 1.

### Risultati
I risultati del Gran Premio sono i seguenti:
| Pos | Nº | Pilota                | Costruttore        | Giri | Tempo/Ritiro | Griglia | Punti |
| --- | -- | --------------------- | ------------------ | ---- | ------------ | ------- | ----- |
| 1   | 22 | Juan Manuel Fangio    | Alfa Romeo         | 70   | 2h46'54"10   | 2       | 9     |
| 2   | 6  | José Froilán González | Ferrari            | 70   | +54"28       | 3       | 6     |
| 3   | 20 | Nino Farina           | Alfa Romeo         | 70   | +1'45"54     | 4       | 4     |
| 4   | 2  | Alberto Ascari        | Ferrari            | 68   | +2 giri      | 1       | 3     |
| 5   | 24 | Felice Bonetto        | Alfa Romeo         | 68   | +2 giri      | 8       | 2     |
| 6   | 26 | Toulo de Graffenried  | Alfa Romeo         | 66   | +4 giri      | 6       |       |
| 7   | 28 | Louis Rosier          | Talbot-Lago-Talbot | 64   | +6 giri      | 20      |       |
| 8   | 34 | Philippe Étancelin    | Talbot-Lago-Talbot | 63   | +7 giri      | 13      |       |
| 9   | 14 | Robert Manzon         | Simca-Gordini      | 63   | +7 giri      | 9       |       |
| 10  | 44 | Paco Godia            | Maserati           | 60   | +10 giri     | 17      |       |
| Rit | 4  | Luigi Villoresi       | Ferrari            | 48   | Iniezione    | 5       |       |
| Rit | 16 | André Simon           | Simca-Gordini      | 48   | Motore       | 10      |       |
| Rit | 36 | Johnny Claes          | Talbot-Lago-Talbot | 37   | Incidente    | 15      |       |
| Rit | 8  | Piero Taruffi         | Ferrari            | 30   | Ruota        | 7       |       |
| Rit | 12 | Maurice Trintignant   | Simca-Gordini      | 25   | Motore       | 11      |       |
| Rit | 38 | Georges Grignard      | Talbot-Lago-Talbot | 23   | Motore       | 16      |       |
| Rit | 32 | Yves Giraud-Cabantous | Talbot-Lago-Talbot | 7    | Incidente    | 14      |       |
| Rit | 30 | Louis Chiron          | Talbot-Lago-Talbot | 4    | Accensione   | 12      |       |
| Rit | 18 | Prince Bira           | Maserati-OSCA      | 1    | Motore       | 19      |       |
| NP  | 46 | Juan Jover            | Maserati           | 0    | Motore       | –       |       |

Juan Manuel Fangio riceve un punto addizionale per aver segnato il giro più veloce della gara.

## Classifica mondiale
| Pos | Pilota                | Punti   |
| --- | --------------------- | ------- |
| 1   | Juan Manuel Fangio    | 31 (37) |
| 2   | Alberto Ascari        | 25 (28) |
| 3   | José Froilán González | 24 (27) |
| 4   | Nino Farina           | 19 (22) |
| 5   | Luigi Villoresi       | 15 (18) |
| 6   | Piero Taruffi         | 10      |
| 7   | Lee Wallard           | 9       |
| 8   | Felice Bonetto        | 7       |
| 9   | Mike Nazaruk          | 6       |
| 10  | Reg Parnell           | 5       |
| 11  | Luigi Fagioli         | 4       |
| 12  | Louis Rosier          | 3       |
| =   | Consalvo Sanesi       | 3       |
| =   | Andy Linden           | 3       |
| 15  | Toulo de Graffenried  | 2       |
| =   | Yves Giraud-Cabantous | 2       |
| =   | Jack McGrath          | 2       |
| =   | Manny Ayulo           | 2       |
| =   | Bobby Ball            | 2       |